# Expedition Range
Expedition Range är en bergskedja i Australien. Den ligger i delstaten Queensland, omkring 510 kilometer nordväst om delstatshuvudstaden Brisbane.
I omgivningarna runt Expedition Range växer huvudsakligen savannskog. Trakten runt Expedition Range är nära nog obefolkad, med mindre än två invånare per kvadratkilometer.  Genomsnittlig årsnederbörd är 842 millimeter. Den regnigaste månaden är januari, med i genomsnitt 155 mm nederbörd, och den torraste är augusti, med 15 mm nederbörd.